# Omadacycline
L'omadacycline est un antibiotique de la classe des tétracyclines.

## Chimie
Il s'agit d'une aminométhylcycline, dérivée de la minocycline. Cette modification permet de conserver une activité sur certains germes résistants aux tétracyclines.

## Mode d'action
L'omadacycline inhibe la synthèse protéique des bactéries, même en présence de la protéine ribosomique de protection Tet(o).

## Spectre
L'omadacycline est active contre le staphylocoque doré, y compris contre ceux résistant à la méthicilline, les streptocoques, Haemophilus influenzae, Moraxella catarrhalis et Escherichia coli. Il agit également contre les Legionella et les Chlamydia.

## Pharmacodynamique
Il existe une forme intraveineuse et une forme orale. Il pénètre bien au niveau du tissu pulmonaire.

## Efficacité
Dans les infections de la peau, l'efficacité de l'omadacycline est comparable à celle du linézolide.
Dans les pneumopathies aiguës à germes communautaires, il est aussi efficace que la moxifloxacine.